# Coyhaique (tỉnh)
Tỉnh Coyhaique là một tỉnh ở vùng Aisén, Chile. Tỉnh lỵ là thành phố Coyhaique. Tỉnh này có diện tích 12.712,5 ki-lô-mét vuông, dân số theo điều tra năm 2002 là 51.103 người. Về mặt hành chính, tỉnh này được chia thành 3 đô thị (comuna).